# Баранинська сільська територіальна громада
Баранинська сільська громада — територіальна громада в Україні, в Ужгородському районі Закарпатської області. Адміністративний центр — село Баранинці.
Площа громади — 121,53 км², населення — 7558 мешканців (2020).
Утворена 23 травня 2017 року шляхом об'єднання Баранинської, Великолазівської, Холмецької та Яроцької сільських рад Ужгородського району.

## Населені пункти
У складі громади 12 сіл: Баранинці, Барвінок, Великі Лази, Глибоке, Довге Поле, Нижнє Солотвино, Підгорб, Руські Комарівці, Стрипа, Циганівці, Холмець та Ярок.